# Culmont
Culmont település Franciaországban, Haute-Marne megyében. Lakosainak száma 527 fő (2022. január 1.). Culmont Haute-Amance, Saint-Vallier-sur-Marne, Torcenay, Chalindrey és Chatenay-Vaudin községekkel határos.

## Népesség
A település népességének változása:
| Lakosok száma | 642  | 658  | 626  | 586  | 557  | 554  | 539  | 513  | 522  | 527  |
|               | 1968 | 1982 | 1990 | 2006 | 2013 | 2015 | 2017 | 2019 | 2020 | 2022 |